# SPC (ボディアーマー)

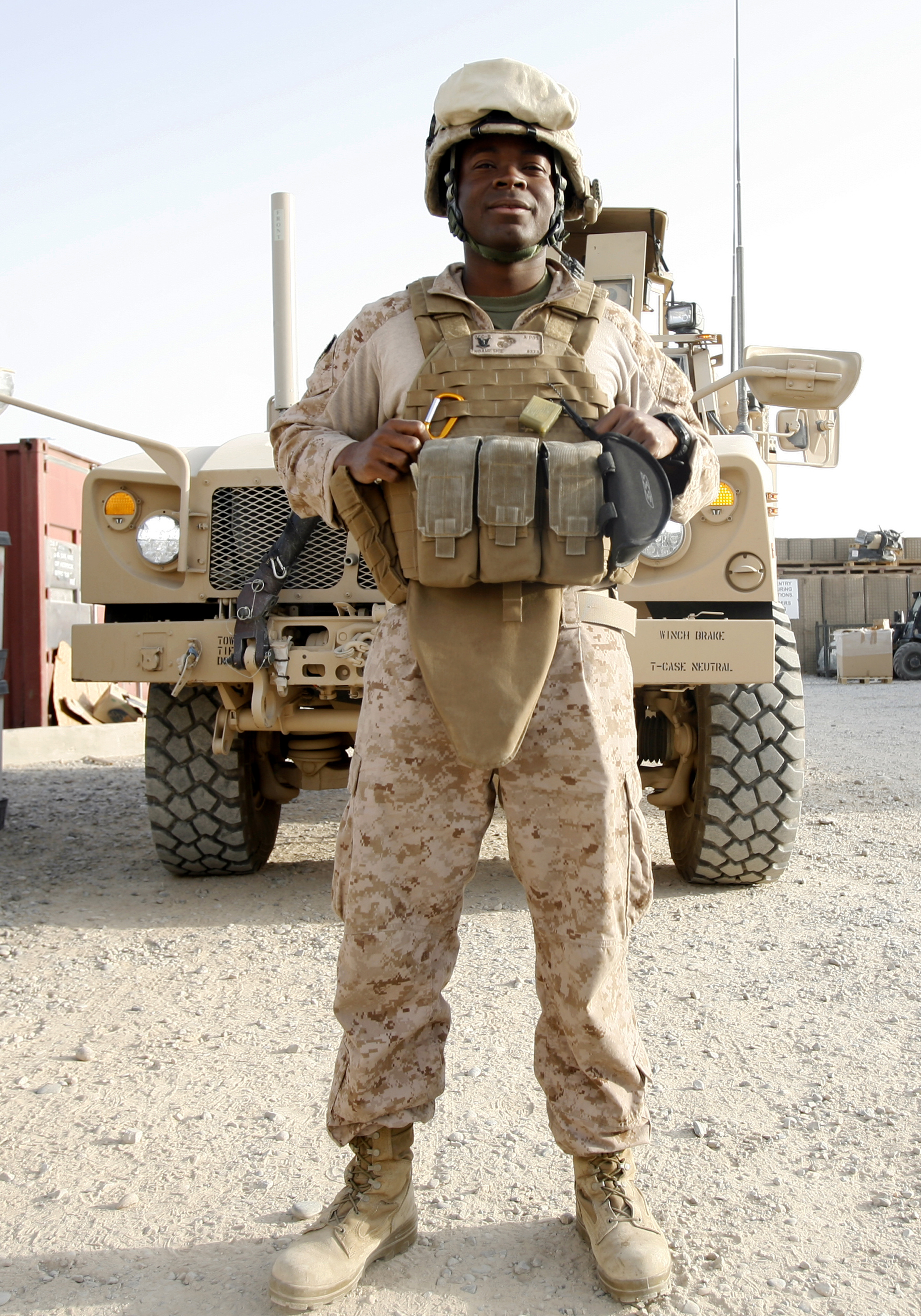
SPCを着用したアメリカ海兵隊員

SPC(Scalable Plate Carrier、スケーラブル・プレート・キャリア)とは、アメリカ海兵隊で採用されていたプレートキャリア（ボディアーマー）の名称。MTVと併用するために開発され、2008年から配備が開始された。

## 概要
アメリカ海兵隊では、アメリカ同時多発テロ事件以降のアフガニスタン戦争やイラク戦争のような対テロ戦争の戦訓から、インターセプターボディアーマーよりも防御力の高いMTVと呼ばれるボディアーマーを2006年に開発し、全軍に配備していた。しかし、MTVは防御力が高い反面、重量が重いため、アフガニスタンのような戦場における山岳戦では兵士の疲労の増大や機動性の低下等の欠点を抱えていた。実際に海兵隊員の間からは「重過ぎて非実用的で機動性に欠ける」、「熱が籠もり暑過ぎる」、「その構成が複雑」等の苦情が発生していた。
そのような問題を解決するために急遽開発されたのがこのSPCである。SPCはいわゆるプレートキャリア（トラウマプレートの装着を前提とした比較的小型のボディアーマー）であり、防御範囲がMTVに劣るものの、軽量であるため兵士の機動性を損なわないという利点がある。SPCの配備後はMTVとSPCの2種類が用途に応じて使い分けられるようになり、こうした問題は解消されるようになった。後にアメリカ陸軍でも高重量のIOTVと軽量なSPCSの併用方式が採用されている。

## 性能
防御力に関しては、対破片・拳銃弾用のソフトアーマーの面積がMTVに比べて減少しているが、対小銃弾用のSAPI（トラウマプレート）に関しては、MTVと同じく正面、背面、わき腹に挿入可能な設計になっており、アメリカ海兵隊が規定している「Armor Protection Levels (APLs)」と呼ばれるボディアーマーの防護状況のレベル3にまで対応している。
各種ポーチ・装具の取り付けにはアーマーの全面に装着されたPALSを使用する設計になっているが、アーマー自体の面積が減少した関係で装着可能なポーチの数は減少している。前面上部のPALSはテープの縦縫いの間隔が上下でずれているためポーチの取り付け位置の自由度が向上している。
股間・鼠蹊部を守るグローインアーマーについては付属していないが、MTV用のものを取り付けできるように設計されているため、多くの兵士がグローインアーマーを装着して使用している。

## 配備
改良型のISPCも開発されたが、現在では後継の「PC（Plate Carrier）」によって更新されている。

## 画像

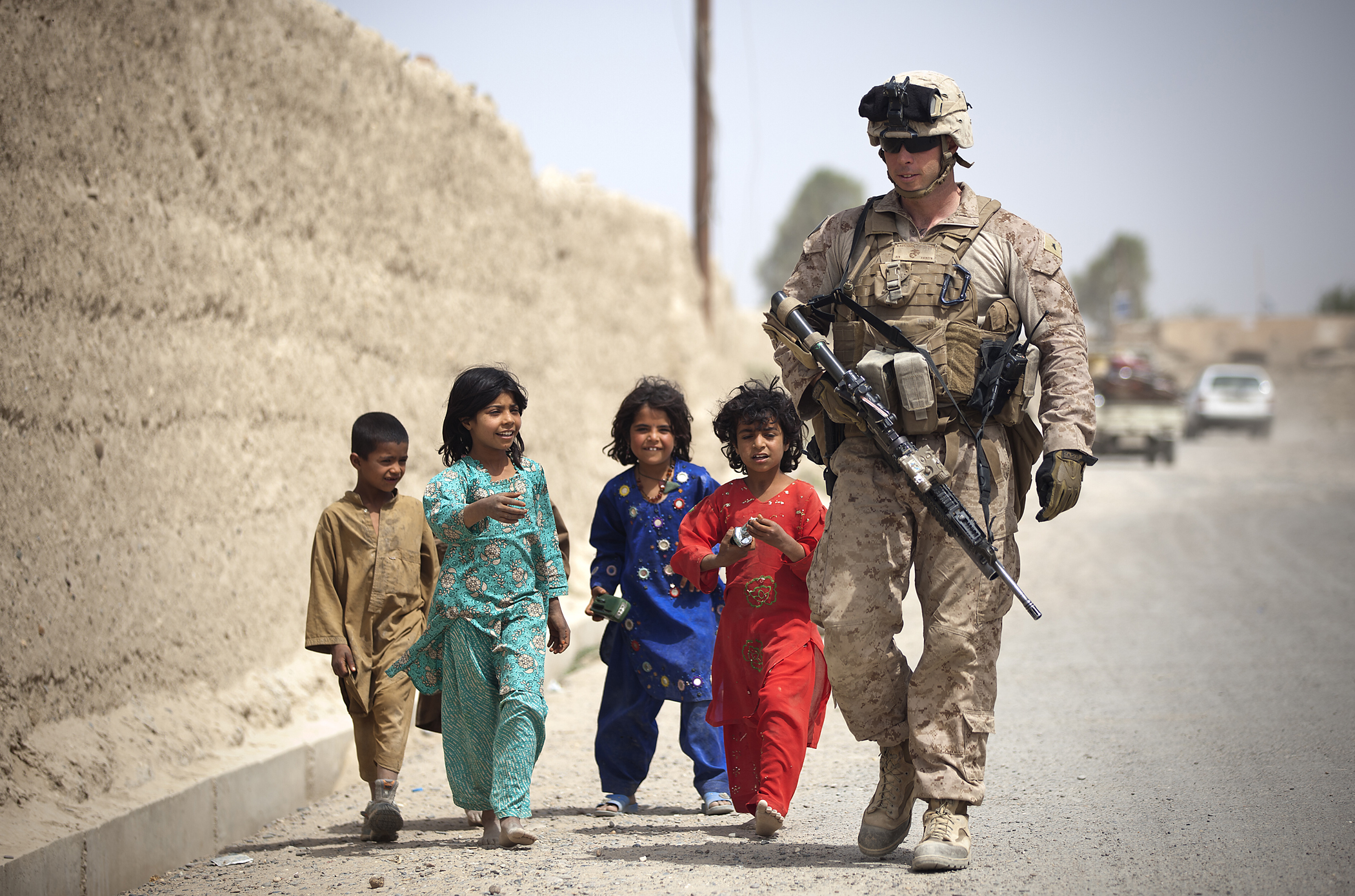
SPCを着用した海兵隊員
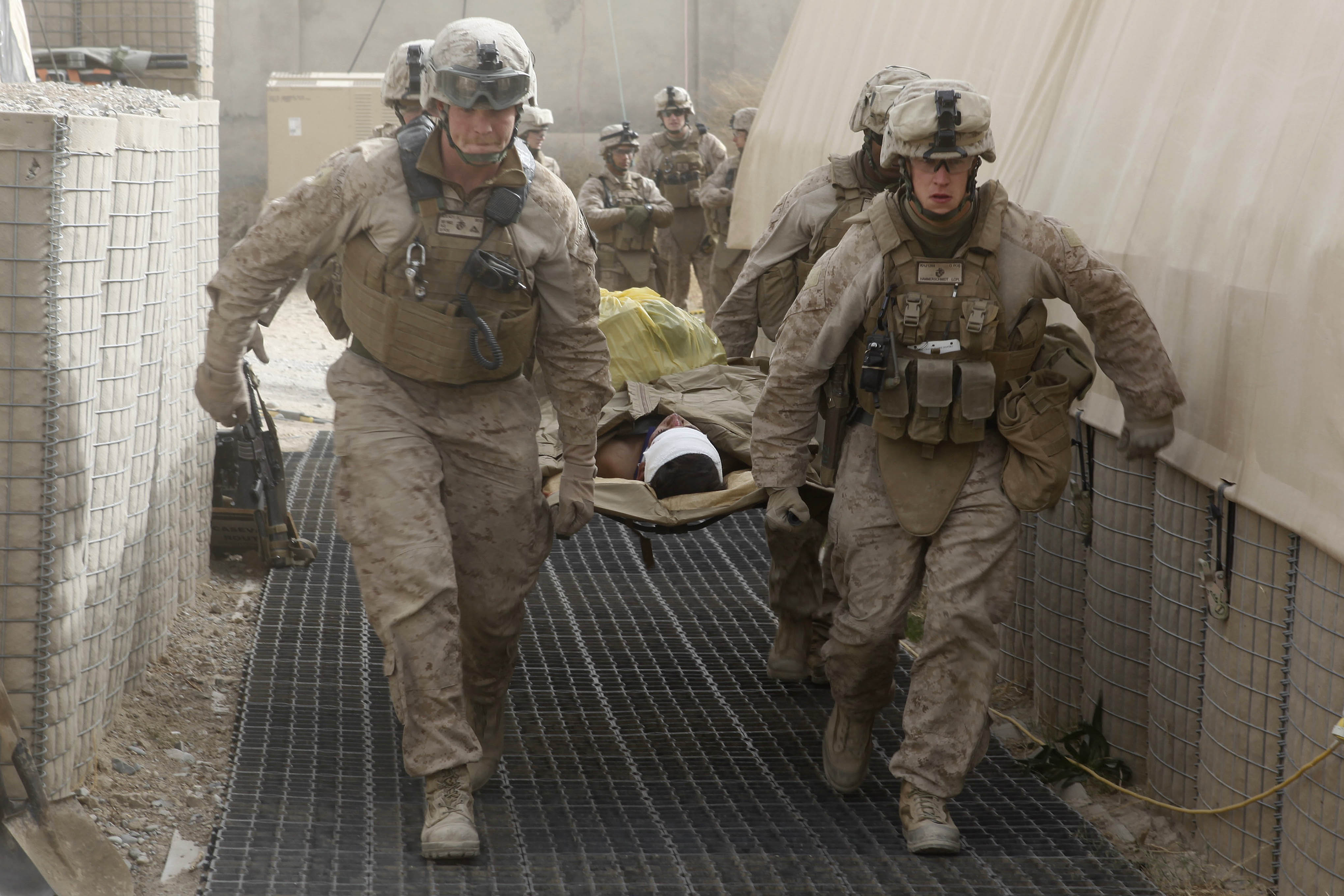
負傷者を搬送するSPCを着用した海兵隊員
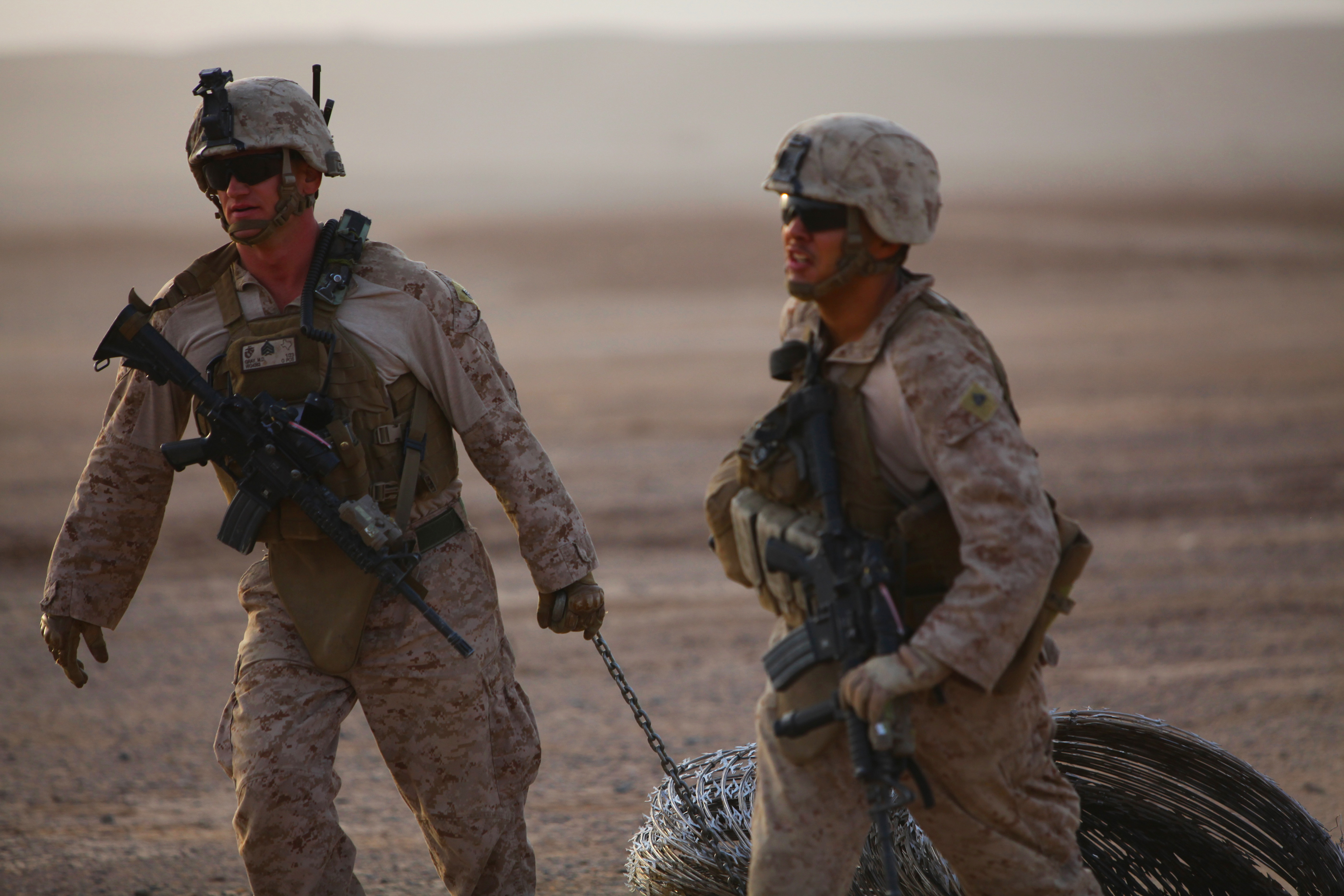
資材を運搬するSPCを着用した海兵隊員